# Avebury

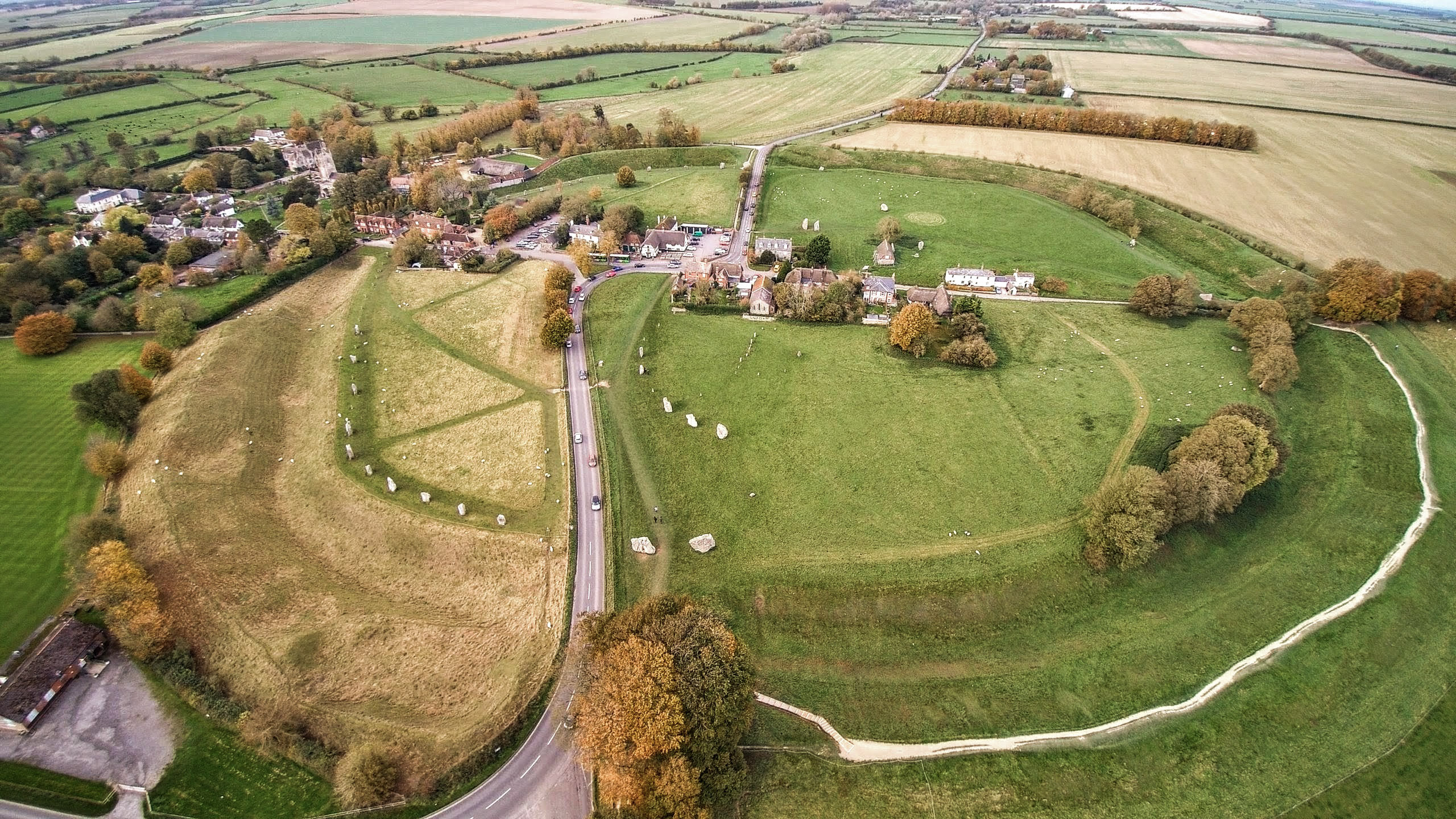
Avebury Steinkreise und Ortschaft, Blick von Süden

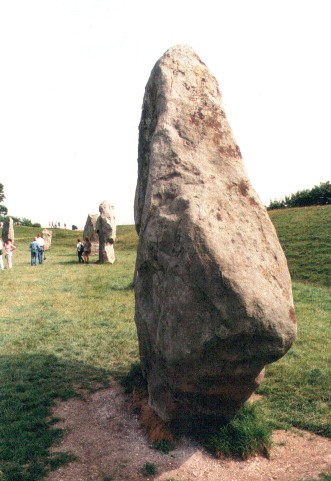
Megalith des äußeren Steinkreises

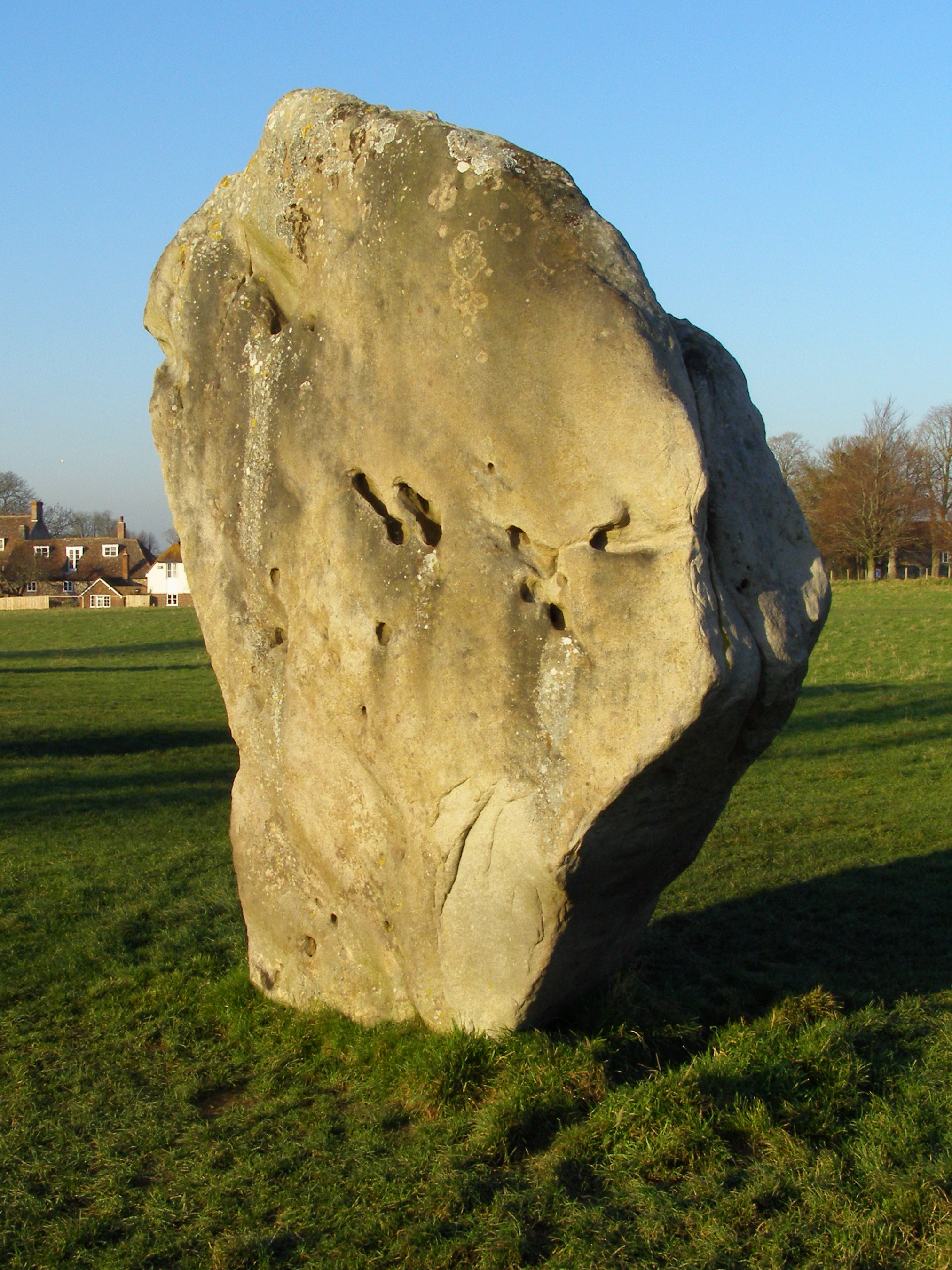
Stein 9 „Barber Stone“

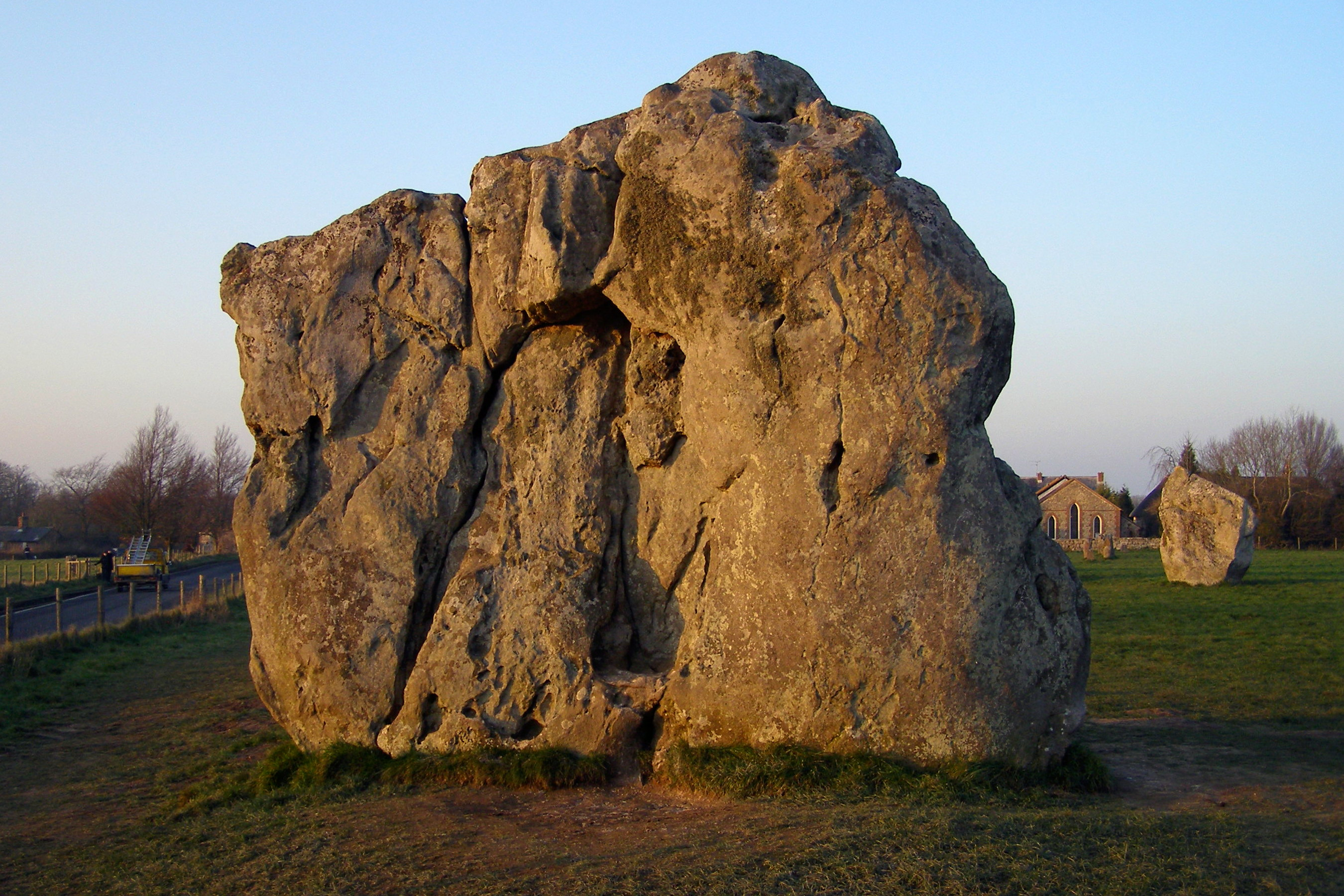
Stein 1 „Devil’s chair“ und Stein 101 im Hintergrund

Der Steinkreis von Avebury ist ein neolithischer Steinkreis in einem Henge im Dorf Avebury in der Grafschaft Wiltshire östlich von Bath. Er ist einer der größten Steinkreise auf den britischen Inseln und gehört seit 1986 als Teil der Stonehenge, Avebury and Associated Sites zum Weltkulturerbe der UNESCO.
Die Sandsteine stammen aus etwa zwei Kilometer Entfernung. Der Steinkreis von Avebury umfasst inklusive des umgebenden Walls eine Fläche von ca. 15 Hektar, ist heute zum Teil bebaut und besteht aus dem großen äußeren Kreis und zwei kleineren inneren Kreisen. Die Mittellinie ist auf den Mittsommer-Sonnenaufgang ausgerichtet.

## Geschichte
Das Henge wurde 2600 bis ca. 2500 v. Chr. errichtet. Es gehört wie Marden, Durrington Walls und Mount Pleasant (Dorchester) zu den großen neolithischen Henges und kann mit der Grooved Ware in Verbindung gebracht werden.
Ab dem 14. Jahrhundert begann die Zerstörung des Monuments auf Weisung der christlichen Kirche. Viele Steine wurden daraufhin vergraben. Nach einer Dorflegende soll bei einem solchen „Steinbegräbnis“ ein Bader von einem fallenden Stein erschlagen und darunter begraben worden sein. 1938 wurde tatsächlich ein Skelett von dem Archäologen Alexander Keiller entdeckt, zusammen mit Münzen, einem Stichel und einer sehr gut erhaltenen Schere, die zur damaligen Zeit eine Rarität gewesen war. Anhand der Prägung der Münzen konnte das Jahr seines Todes mit frühestens 1320 eingegrenzt werden. Der Stein wird heute auch „Barber Stone“ genannt und ist ein flächiger, schmaler Stein. Eine erneute Untersuchung des Skeletts im Jahr 1999 zeigte jedoch, dass es keine Verletzungen aufwies, die bestätigen, dass der Mann tatsächlich von dem 13 Tonnen schweren Stein erschlagen worden war. Er wird daher angenommen, dass der Mann bereits gestorben war und von den Dorfbewohnern aus bislang unbekannten Gründen gemeinsam mit seinem Besitz unter dem Stein beerdigt wurde.
Um Platz für den Ackerbau zu gewinnen, wurden im 17. und 18. Jahrhundert weitere Steine beseitigt und beispielsweise zum Hausbau verwendet. Um die sehr harten Steine zu zerstören, wurden sie mit Feuer erhitzt und dann mit kaltem Wasser übergossen. Entlang der durch Wärmespannungen entstehenden Risse konnten die Steine mit Werkzeugen gespalten und zerlegt werden.
Der Gelehrte John Aubrey erkannte 1648 die Bodenmerkmale sowie die großen Steine in der Landschaft und im Dorf als prähistorischen Steinkreis, den er Druiden zuschrieb, welche ca. 2000 Jahre nach dem Bau der Steinkreise lebten. Der Gelehrte William Stukeley bezeichnete den Steinkreis ab 1720 als Heiligtum der britischen Druiden (Temple of British Druids).

## Ausgrabungen
Ausgrabungen erfolgten durch Alexander Keiller in den 1920er Jahren. 1930 wurden durch den National Trust zahlreiche Steine wieder aufgerichtet.

## Aufbau

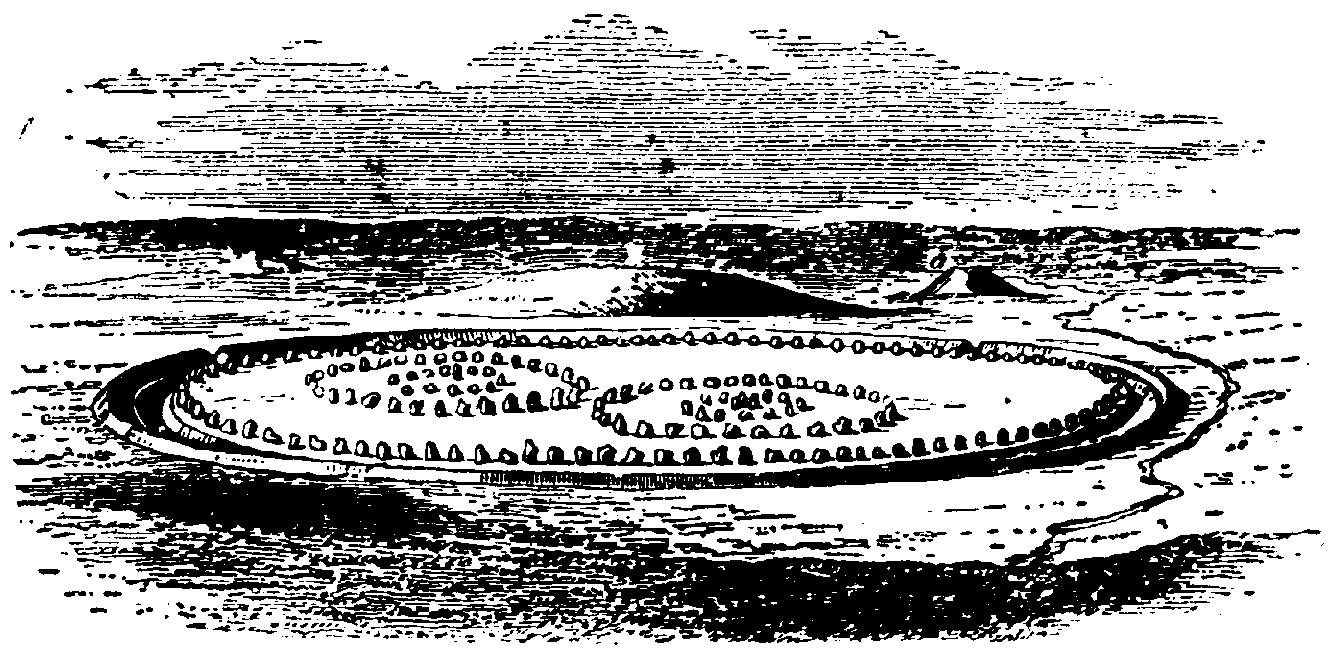
Vermuteter Aufbau der Steinkreise

Die Geometrie des Steinkreises von Avebury ist weit fortgeschrittener als die der anderen Steinkreise Großbritanniens.
Von den ursprünglich 154 Megalithen (Steinen) sind heute noch 36 erhalten. Zusammen mit den Steinalleen bestand der Komplex aus ca. 600 Megalithen. Die Standorte der zerstörten Steine der Steinkreise sind mit Betonpfeilern markiert. Die zerstörten Alleen wurden nur teilweise ergänzt.

### Äußerer großer Steinkreis (um 2500 v. Chr.)
- Umfang ca. 1200 m
- Durchmesser 427 m

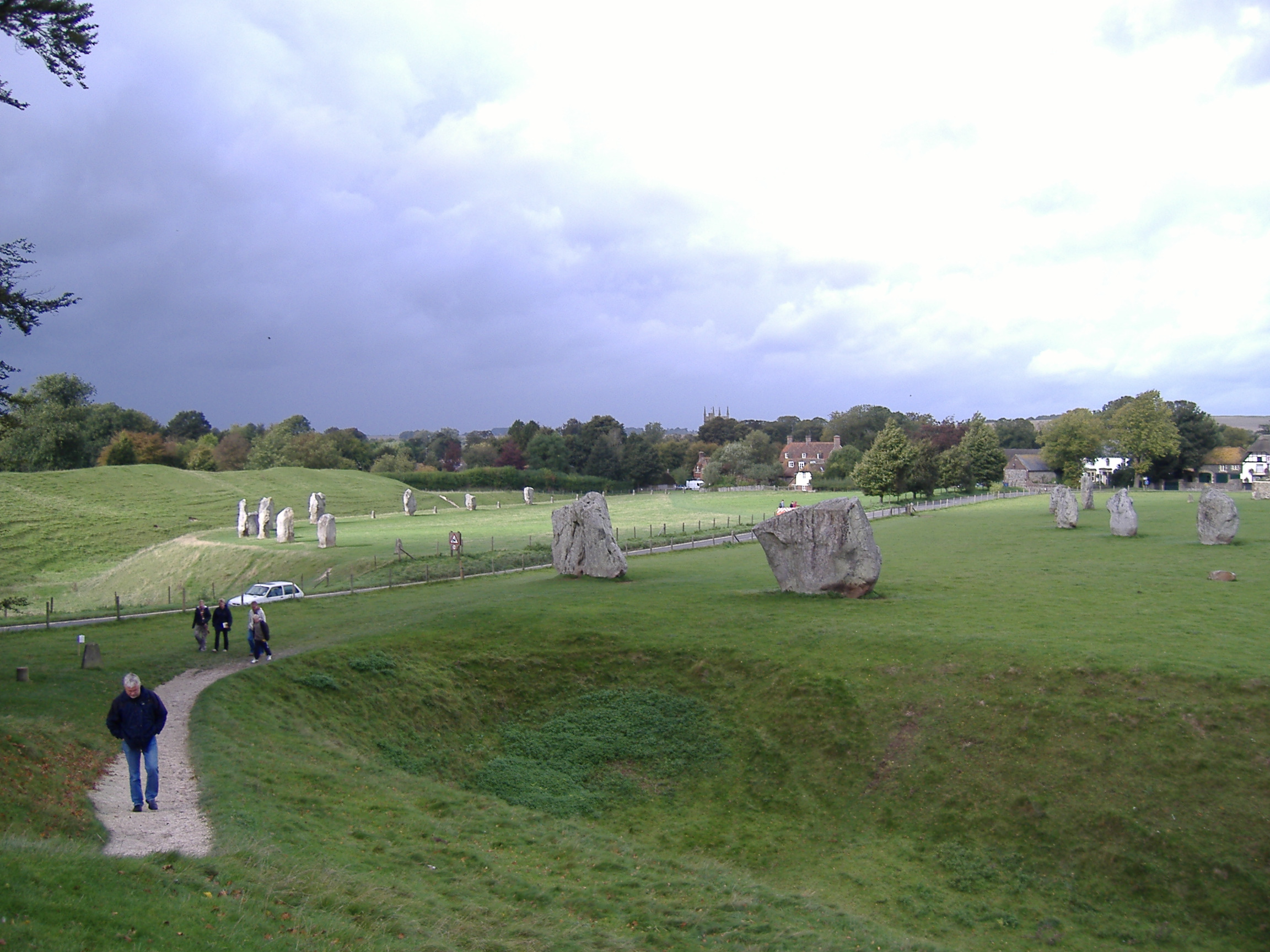
Teil des äußeren Steinkreises

- Auf einem 6 m hohen Erdwall waren ursprünglich 98 Steine aufgestellt, von denen 27 erhalten sind. Die Steine waren 2,1 m bis 5,5 m hoch und wogen bis zu 40 Tonnen.

Sie sind 15 bis 60 cm tief im Boden verankert.
Der größte Stein („Obelisk“) war 5,5 m hoch und wurde im 18. Jahrhundert gestürzt und zerstört.

### Innerer kleiner Nordkreis (um 2600 v. Chr.)
- ca. 98 m Durchmesser
- von den ursprünglich 27 Steinen sind vier erhalten.

### Innerer kleiner Südkreis (um 2600 v. Chr.)
- ca. 104 m Durchmesser
- von den ursprünglich 29 Steinen sind fünf erhalten.

## Information für Besucher
Der gesamte Bereich ist frei begehbar. Sehenswert sind auch das Alexander-Keiller-Museum in der historischen Scheune und die mittelalterliche Dorfkirche, die auch die Tourist Information beherbergt. Folgt man der schmalen Straße entlang der Steinallee Richtung Süden, erreicht man nach kurzer Fahrt eine größere Landstraße. Wenn man dort dann rechts abbiegt, können West Kennet Long Barrow, Silbury Hill und Swallowhead Springs, die Quelle des Kennet, besichtigt werden.